# Escola Sambódromo de Artes Populares
La Escola Sambódromo de Artes Populares, popularmente conocida como Sambódromo de Macapá, está ubicada en la ciudad de Macapá, capital del estado de Amapá, Brasil.
Está situado en el Complejo do Marco Zero, donde se realizan desfiles de escolas do samba y blocos carnavalescos el festival de quadrilha junina y grandes conciertos. Tiene capacidad para unas 18 mil personas.
Hay un proyecto llamado "Ciudad de la Samba", que apunta a modernizar y ampliar el Sambódromo. 
- Datos: Q8777717